# Ливерпуль (фильм, 2012)
«Ливерпуль» (фр. Liverpool) — канадский (квебекский) фильм 2012 года в жанре криминально-романтической комедии.
Фильм поставила режиссёр Манон Брайан. Это её вторая работа после поставленного в 2002 г. «Хаоса и надежды».

## Сюжет
Эмили (Стефани Лапуэнт) работает гардеробщицей в ночном клубе «Ливерпуль» в Монреале. Однажды на её глазах из клуба уносят девушку с передозировкой наркотиков, а на вешалке остаётся её пальто. Эмили находит в кармане ключ от гостиничного номера и решает вернуть пальто владелице, однако оказывается в результате втянутой в криминальную интригу. В то же время, у неё оказывается неожиданный союзник — Интернет-рекламщик Тома (Шарль-Александр Дюбе), завсегдатай клуба, в которого она сама тайно влюблена.